# Jan Filipec
Jan Filipec (pol. Jan Filip Prostani, węg. Pruisz Filipecz János; ur. 1431 w Prostějov, zm. 28 czerwca 1509 w Uherské Hradiště) – czeski duchowny katolicki, biskup, OFM (franciszkanin), błogosławiony Kościoła rzymskokatolickiego.

## Życiorys
Pochodził z morawskiej rodziny szlacheckiej. W 1476 roku został mianowany, a 23 maja 1477 roku konsekrowany przez papieża Sykstusa IV ordynariuszem wielkowaradyńskim w Siedmiogrodzie. W latach 1480–1481, z nominacji króla Węgier Macieja Korwina, był starostą generalnym Śląska.
W 1484 roku został wybrany na biskupa ołomunieckiego, jednak nigdy nie objął rządów w tej diecezji, będąc wyłącznie jej administratorem. W 1492 roku na własną prośbę zrzekł się kierowania biskupstwem. Zdecydował się na wstąpienie do zakonu franciszkanów we Wrocławiu. Spełniał także swoje czynności biskupie jako sufragan wrocławski. Zmarł w 1509 roku.